# Star Wars: Clone Wars (sèrie de televisió de 2003)
Star Wars: Clone Wars és una sèrie animada situada dins de l'univers de Star Wars. La sèrie es dona enmig de la Guerres clon entre la República galàctica sota el lideratge del Canceller Palpatine, i la Confederació de Sistemes Independents sota el lideratge del Comte Dooku.
Cronològicament, els successos de la sèrie ocorren en el període de tres anys que hi ha entre L'atac dels clons i La venjança dels Sith. Aquesta sèrie va ser produïda per Cartoon Network Studios en associació amb Lucasfilm, i va tenir 25 episodis els quals van ser emesos des de l'any 2003 fins a l'any 2005. Una sèrie animada en CGI 3D anomenada Star Wars: Clone Wars se situa en el mateix període. Aquesta sèrie va ser produïda per Lucasfilm Animation, una divisió de Lucasfilm, i estrenada el 3 d'octubre de 2008.

## Repartiment
En anglès:
- Mat Lucas: Anakin Skywalker
- James Arnold Taylor: Obi-Wan Kenobi
- Tom Kane: Yoda
- TC Carson: Mace Windu
- Corey Burton: Conde Dooku, San Hill
- John DiMaggio: General Grievous (episodis 20)
- Richard McGonagle: General Grievous (episodis 21-25)
- Grey DeLisle: Padmé Amidala, Shaak Ti, Asajj Ventress
- Daran Norris:Ki-Adi-Mundi, Daakman Barrek, Durge
- Kevin Michael Richardson: K'Kruhk
- Cree Summer: Luminara Unduli
- Tatyana Yassukovich: Barriss Offee
- André Sogliuzzo: Gregar Typho
- Nick Jameson: Canciller Palpatine
- Anthony Daniels: C-3PO
- Fred Tatasciore: Qui-Gon Jinn
- Matthew Lillard: Sha'Gi (Shaggy)